# Полуострова (альбом)
«Полуострова» — сольный альбом Вадима Самойлова в соавторстве Владислава Суркова, записанный в 2003 году.

## Об альбоме
В музыкальном плане альбом представляет собой смесь готики и арт-рока с мрачными текстами. Автором практически всех песен является Владислав Сурков. Все песни исполняет Вадим Самойлов, кроме «Странное дерево», которая официально не вошла в альбом. Диск издан ограниченным тиражом «для друзей» и не поступал в продажу.

## Список композиций
| Трек | Название            | Длительность | Музыка           | Слова            |
| ---- | ------------------- | ------------ | ---------------- | ---------------- |
| 1    | Чёрные всадники     | 3:24         | Вадим Самойлов   | Владислав Сурков |
| 2    | Ты мои осушала реки | 3:46         | Владислав Сурков | Владислав Сурков |
| 3    | Не говори           | 5:04         | Владислав Сурков | Владислав Сурков |
| 4    | Маугли              | 3:41         | Владислав Сурков | Владислав Сурков |
| 5    | На краю у неба      | 4:18         | Вадим Самойлов   | Вадим Самойлов   |
| 6    | Медленный снег      | 3:47         | Владислав Сурков | Владислав Сурков |
| 7    | Январь              | 4:43         | Вадим Самойлов   | Владислав Сурков |
| 8    | Будем, как все      | 4:53         | Владислав Сурков | Владислав Сурков |

### Бонус-треки
| Трек | Название                     | Длительность | Музыка                          | Слова                           |
| ---- | ---------------------------- | ------------ | ------------------------------- | ------------------------------- |
| 9    | Странное дерево              | 4:34         | Константин Ветров, Сергей Левин | Константин Ветров, Сергей Левин |
| 10   | Ты мои осушала реки (Ремикс) | 4:02         | Владислав Сурков                | Владислав Сурков                |
| 11   | Не говори (Ремикс)           | 5:24         | Владислав Сурков                | Владислав Сурков                |

## Участники
- Вадим Самойлов — аранжировка, программирование, клавишные, синтезаторы, синт.бас, гитары, вокал, драм-машина
- Владислав Сурков — автор
- Алексей Могилевский — саксофон (9)
- Константин Ветров — вокал (9)
- DJ Грув — аранжировка, программирование, синтезатор, семплер (10, 11)

## Технический персонал
- Продюсер — Константин Ветров
- Запись (1-9): студия VS Pro (Звукорежиссёр Вадим Самойлов), студия «На Таганке» (звукорежиссёр Андрей Старков, саунд продюсер Вадим Самойлов)
- Сведение (1-9): Студия «На Таганке» (звукорежиссёр Андрей Старков, саунд-продюсер Вадим Самойлов)
- Мастеринг (1-9): Студия «На Таганке» (звукорежиссёр Евгений Панков, саунд-продюсер Вадим Самойлов)
- Запись, сведение, мастеринг (10, 11): Студия Extraproduction (звукорежиссёр Ян Миренский)
- Бонус-треки (10, 11): DJ Грув — аранжировка, программирование, синтезатор, семплер

## Полуострова 2
Полуострова 2 — второй сольный альбом Вадима Самойлова в соавторстве Владислава Суркова, записанный в 2006 году.

### Об альбоме
Диск издан ограниченным тиражом «для друзей» и не поступал в продажу. Песня «Позови меня, небо» написанная Вадимом Самойловым стала заглавной к фильму Алексея Балабанова «Мне не больно».

### Список композиций
| Трек | Название                | Длительность | Музыка                           | Слова            |
| ---- | ----------------------- | ------------ | -------------------------------- | ---------------- |
| 1    | Это я                   | 3:24         | Владислав Сурков                 | Владислав Сурков |
| 2    | После жизни             | 3:46         | Владислав Сурков, Вадим Самойлов | Владислав Сурков |
| 3    | Ты бы видел             | 5:04         | Вадим Самойлов                   | Владислав Сурков |
| 4    | Позови меня, небо       | 3:41         | Вадим Самойлов                   | Вадим Самойлов   |
| 5    | Не мне, не мне, но тебе | 4:17         | Владислав Сурков                 | Владислав Сурков |
| 6    | Паук                    | 3:47         | Владислав Сурков                 | Владислав Сурков |
| 7    | Мы — свет               | 4:43         | Владислав Сурков                 | Владислав Сурков |

#### Бонус-треки
| Трек | Название                | Длительность | Музыка           | Слова                                |
| ---- | ----------------------- | ------------ | ---------------- | ------------------------------------ |
| 8    | Отче наш                | 4:53         | Владислав Сурков | Владислав Сурков, Екатерина Белоконь |
| 9    | Кочевник (инструментал) | 4:53         | Евгений Панков   |                                      |

### Участники
- Вадим Самойлов — аранжировка, программирование, клавишные, синтезаторы, все гитары, ударные, вокал
- Владислав Сурков — автор

### Технический персонал
- Продюсер — Константин Ветров
- Запись и сведение (1-7) Студия «На Таганке» (звукорежиссёр Андрей Старков, саунд-продюсер Вадим Самойлов)
- Запись и сведение (8-9) Студия «Наше Время» (звукорежиссёр и саунд-продюсер Сергей Большаков)
- Мастеринг (1-9) Студия «Наше Время» (звукорежиссёр и саунд-продюсер Сергей Большаков)